# Avanti (skivbolag)
Avanti var ett svenskt skivbolag med anknytning till proggrörelsen. Det hade sitt säte i Göteborg och tog sitt namn efter det italienska ordet "avanti" ("framåt"). Bolaget ägdes av Kommunistisk Ungdom - VPK:S ungdomsförbund och lades ner 1980.
Bolaget var ett av de mindre inom proggrörelsen och gav totalt ut åtta skivor. Den första skivan att ges ut var Röda kapellets Röda kapellet (1974) och den sista Tomas Forssells Nya tider (1980). Ruff & Fukt & Suck var tre tämligen okända stockholmsband som gav ut en split-LP inspelad live på Fasching.

## Diskografi
| Skivnummer | År   | Artist/grupp             | Album                  |
| ---------- | ---- | ------------------------ | ---------------------- |
| AVLP 01    | 1974 | Röda kapellet            | Röda kapellet          |
| AVLP 02    | 1976 | Röda kapellet            | Party Music/Partimusik |
| AVLP 03    | 1978 | Elektriska linden        | Torbjörns dansskola    |
| AVLP 04    | 1978 | Göteborgs visgrupp       | Riv alla stängsel      |
| AVLP 05    | 1978 | Blandade artister        | Samlade krafter        |
| AVLP 06    | 1979 | Göteborgs Brechtensemble | Låt er inte förföras   |
| AVLP 07    | 1979 | Ruff & Fukt & Suck       | Ruff & Fukt & Suck     |
| AVLP 08    | 1980 | Tomas Forssell           | Nya tider              |

### Fotnoter
1. 1 2  ”Avanti”. Progg.se. Arkiverad från originalet den 21 januari 2013. https://web.archive.org/web/20130121021457/http://www.progg.se/labels.asp?view=avanti. Läst 28 januari 2013.
2. ↑  ”Plattlangarna”. Tommy Rander. Arkiverad från originalet den 1 april 2012. https://web.archive.org/web/20120401004556/http://www.tommyrander.se/Plattlangarna.htm. Läst 28 januari 2013.